# Platanthera obtusata
Espèce
La Platanthère à grandes feuilles (Platanthera obtusata) est une espèce de plantes à fleurs de la famille des orchidées.

## Distribution
Platanthera obtusata est  présente dans le nord de la Scandinavie, dans le nord des États-Unis et au Canada.

## Liste des sous-espèces
Selon World Checklist of Selected Plant Families (WCSP) (4 avr. 2012) :
- Platanthera obtusata (Banks ex Pursh) Lindl. (1835)
  - sous-espèce Platanthera obtusata subsp. obtusata
  - sous-espèce Platanthera obtusata subsp. oligantha (Turcz.) Hultén, Acta Univ. Lund., n.s. (1943)